# Кубишкін Олексій Ананійович
Олексі́й Ана́нійович Куби́шкін (нар. 12 жовтня 1928, селище Мена, тепер місто Менського району Чернігівської області) — український радянський діяч, 1-й секретар Донецького міського комітету КПУ. Депутат Верховної Ради УРСР 8-го скликання. Член ЦК КПУ в 1971—1976 р. Кандидат технічних наук.

## Біографія
Навчався в школі. У вересні 1943 — травні 1945 року — зв'язковий, боєць винищувального батальйону НКВС у Чернігівській області.
Закінчив Сталінський гірничий технікум, технік-шахтобудівник. Працював секретарем комітету ЛКСМУ Сталінського гірничого технікуму, 1-м секретарем Калінінського районного комітету ЛКСМУ міста Сталіно.
Член ВКП(б) з 1949 року.
Потім — гірничий майстер, начальник цеху шахти «Центрально-Заводська» Сталінської області.
Закінчив заочно історичний факультет Сталінського педагогічного інституту.
З 1954 року — на партійній роботі в Калінінському районному комітеті КПУ міста Сталіно, 1-й секретар Калінінського районного комітету КПУ міста Донецька, 2-й секретар Донецького міського комітету КПУ.
У 1968—1974 роках — 1-й секретар Донецького міського комітету КПУ.
У 1978 році захистив кандидатську дисертацію, здобув ступінь кандидата технічних наук і викладав у Донецькому політехнічному інституті. Працював також доцентом кафедри менеджменту у виробничій сфері Державного університету управління у Донецьку.
Потім — на пенсії у місті Донецьку.

## Нагороди
- орден Жовтневої Революції
- два ордени Трудового Червоного Прапора
- орден «Знак Пошани»
- медалі
- Почесна грамота Президії Верховної Ради Української РСР (28.08.1969)